# 広島高速2号線

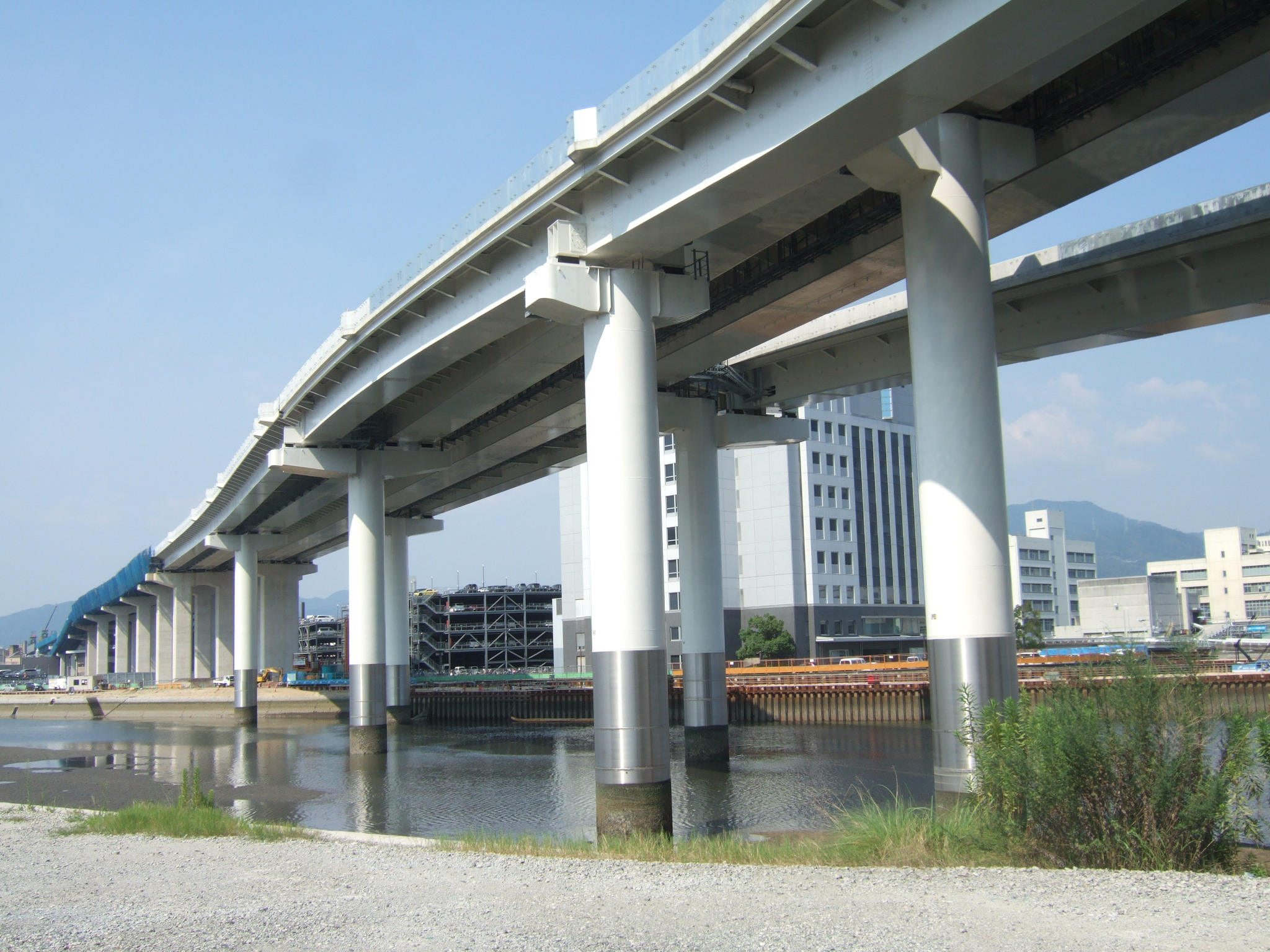
猿猴川を渡る

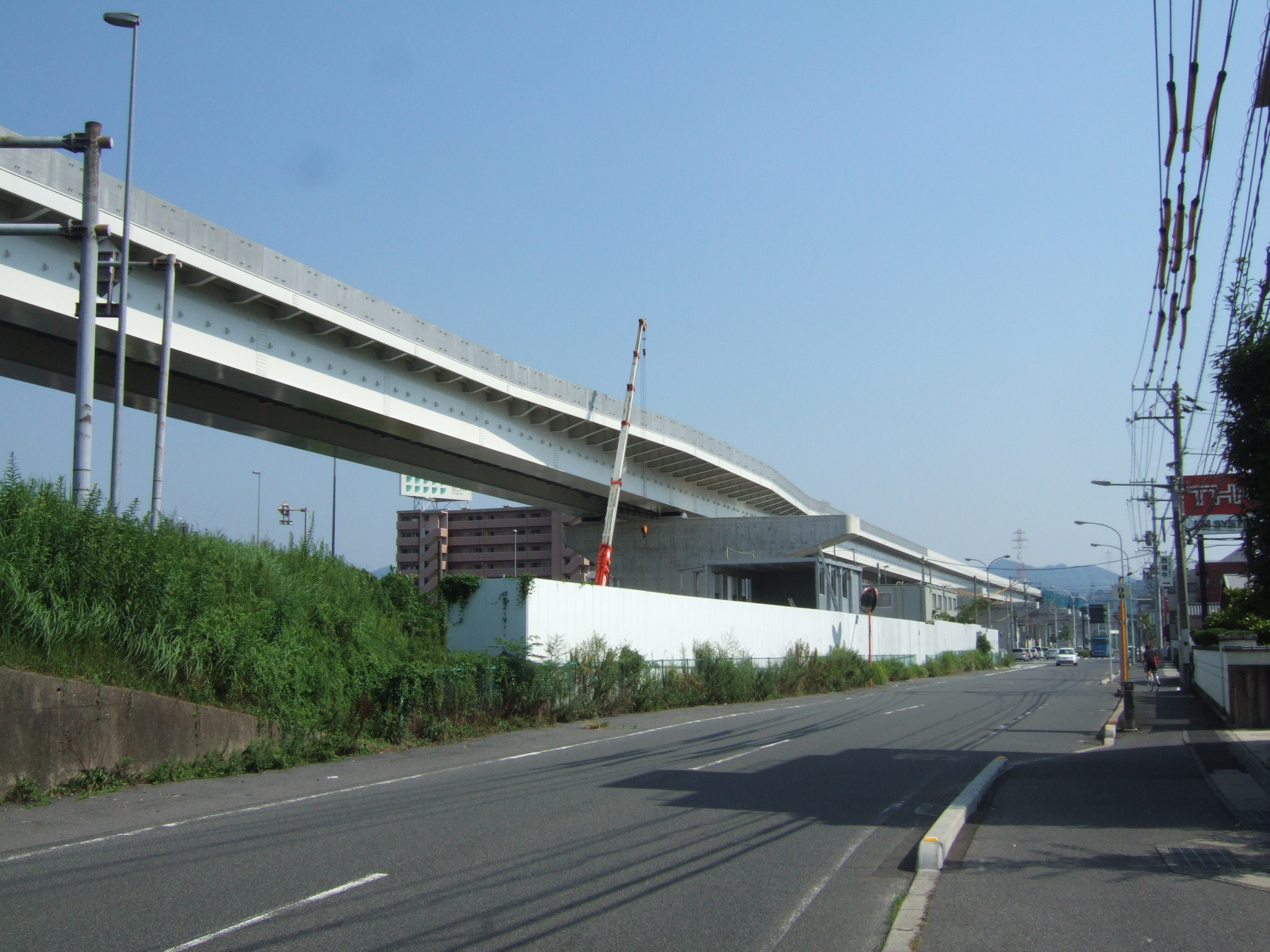
仁保2丁目付近

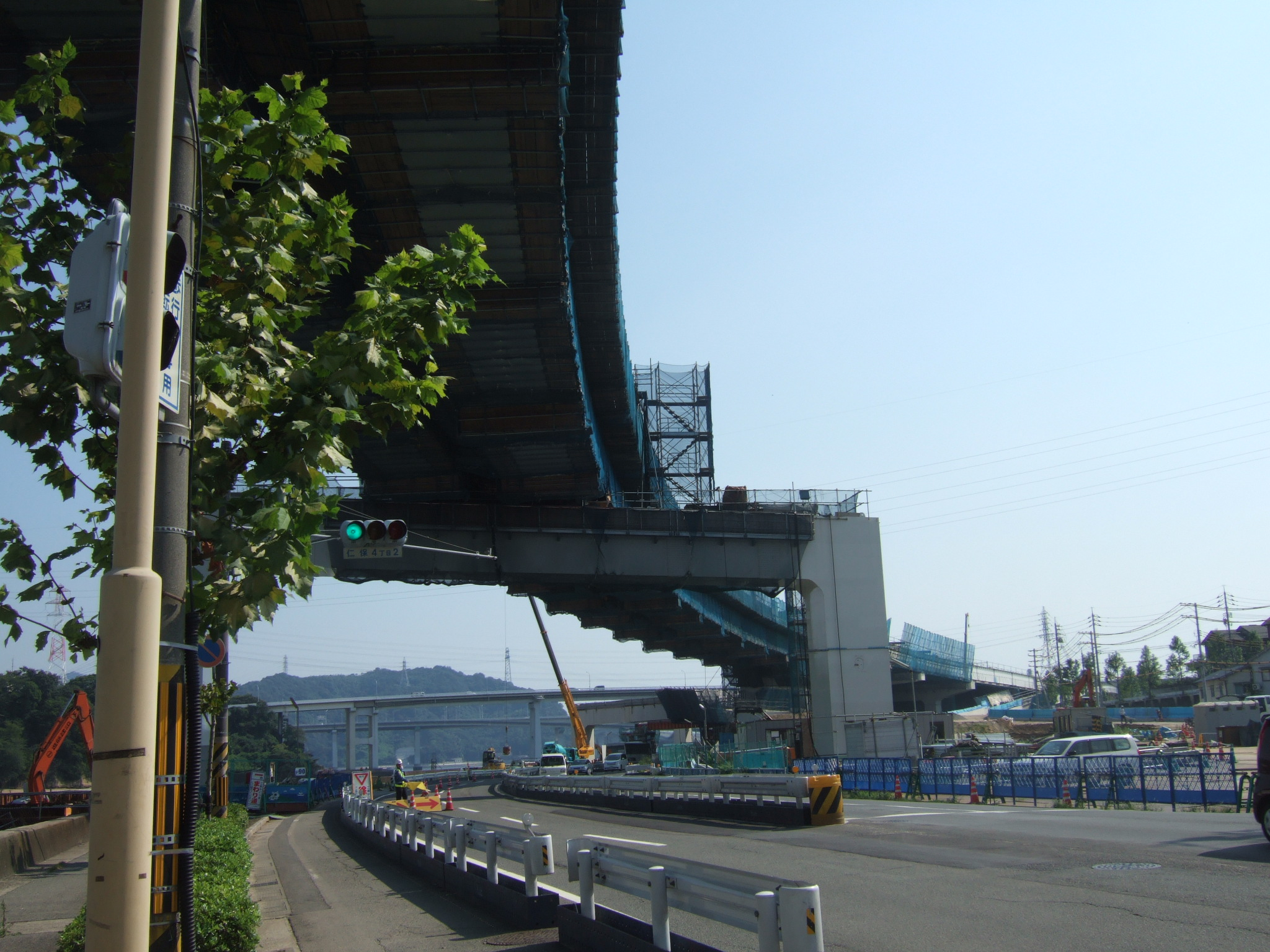
仁保4丁目付近

広島高速2号線（ひろしまこうそく2ごうせん）は、広島県広島市東区の温品JCTから広島県広島市南区の仁保JCTへ至る広島高速道路の路線（都市高速道路）である。

## 概要
広島高速1号線（旧・安芸府中道路、温品バイパス）と広島呉道路・広島南道路（海田大橋・広島高速3号線）を直結する。府中仁保道路（ふちゅうにほどうろ）とも呼ばれる。全区間が広島県道473号府中仁保線（ひろしまけんどう473ごう ふちゅうにほせん）に指定されている。
2010年に全線同時開通したが、国道2号と県道翠町仁保線と並走する「東雲出入口-仁保出入口」間は当面2車線の完成をもって暫定供用とした。
ほぼ全線で温品川および猿猴川に並行する。広島高速2号線建設に際し、高架橋桁に近接する国立広島大学附属東雲小学校・中学校を移転させる話もあったが2011年4月現在、移転議論は白紙のままである。
- 規格 : 第2種第2級（自動車専用道路）
- 設計速度 : 60km/h
- 道路幅員
  - 高架部 : 17.50m（4車線）
    - （暫定2車線区間10.50m）
- 車線幅員 : 3.5m
- 車線数 : 4車線（暫定2車線区間約1.8km）

### 県道としての概要
- 起点 : 広島県広島市東区温品（温品JCT）
- 終点 : 広島県広島市南区仁保（仁保JCT）
- 総延長 :5.9km

## 接続高速道路
- 広島高速1号線（温品JCTで接続）
- 広島高速5号線（温品JCTで接続：事業中）
- 広島北道路（温品JCTで接続：計画中）
- 広島高速3号線（仁保JCTで接続）
- E31 広島呉道路（仁保JCTで接続）
- 海田大橋（仁保JCTで接続）

## 出入口など
- 施設名欄の背景色が■である部分は施設が供用されていない、または完成していない事を示す。

| 施設名                 | 接続路線名                            | 起点から (km) | 備考                                  | 所在地             |
| ---------------------- | ------------------------------------- | ------------- | ------------------------------------- | ------------------ |
| 広島北道路（候補路線） |                                       |               |                                       |                    |
| 温品JCT                | 広島高速1号線 広島高速5号線（事業中） | 0.0           | 高速5号線との連結路は2024年度開通予定 | 広島市東区・府中町 |
| 矢賀出入口             | 広島県道70号広島中島線                |               | 仁保JCT方面出入口のみ                 | 広島市東区・府中町 |
| 府中出入口             | 広島県道84号東海田広島線              |               | 温品JCT方面出入口のみ                 | 府中町             |
| 大州出入口             | 広島県道164号広島海田線               |               | 仁保JCT方面出入口のみ                 | 広島市南区         |
| 東雲出入口             | 国道2号（新広島バイパス）             |               | 温品JCT方面出入口のみ                 | 広島市南区         |
| 仁保出入口             | 広島県道86号翠町仁保線                |               | 仁保JCT方面出入口のみ                 | 広島市南区         |
| 仁保JCT                | 広島高速3号線 海田大橋                | 5.9           |                                       | 広島市南区         |
| E31 広島呉道路         |                                       |               |                                       |                    |

## 歴史
- 2010年（平成22年）4月26日 : 温品JCT - 仁保JCT間開通により全線開通。（一部暫定2車線）

## 交通量
24時間交通量（台）　道路交通センサス
| 区間                            | 平成22（2010）年度 | 平成27（2015）年度 |
| ------------------------------- | ------------------ | ------------------ |
| 間所出入口/温品JCT - 矢賀出入口 | 11,122             | 17,812             |
| 矢賀出入口 - 府中出入口         | 12,442             | 19,772             |
| 府中出入口 - 大洲出入口         | 9,640              | 15,125             |
| 大州出入口 - 東雲出入口         | 12,129             | 20,587             |
| 東雲出入口 - 仁保出入口         | 8,775              | 15,131             |
| 仁保出入口 - 仁保JCT            | 40,846             | 37,048             |

（出典：「平成22年度道路交通センサス」・「平成27年度全国道路・街路交通情勢調査」（国土交通省ホームページ）より一部データを抜粋して作成）
- 令和2年度に実施予定だった交通量調査は、新型コロナウイルスの影響で延期された[2]。